# Alaafrojack
Alaafrojack is een lied van de Nederlandse feestact Snollebollekes. Het werd in 2015 als single uitgebracht en stond in 2017 als vierde track op het album ...En door.

## Achtergrond
Alaafrojack is geschreven door Smit en geproduceerd door Maurice Huismans en Jurjen Gofers. Het is een carnvalskraker met effecten uit de EDM. De titel is een woordspeling met de carnvalsgroet alaaf en de naam van EDM-dj Afrojack. Op de B-kant van de single is een "Inmix-Mix" van het lied te vinden, evenals Vrouwkes 2.0 (Alaafrojack remix), dat een remix is op Vrouwkes uit 2013.

## Hitnoteringen
De artiesten hadden succes met het lied in de hitlijsten van het Nederlands taalgebied. Het piekte op de zeventiende plaats van de Nederlandse Single Top 100 en stond vier weken in deze hitlijst. De Nederlandse Top 40 werd niet bereikt; het kwam hier tot de 23e plaats van de Tipparade. Ook in de Vlaamse Ultratop 50 was er geen notering. Wel kwam het tot de 89e plaats van de Ultratip 100.